# Hoplolaimus galeatus
Hoplolaimus galeatus är en rundmaskart. Hoplolaimus galeatus ingår i släktet Hoplolaimus och familjen Hoplolaimidae. Inga underarter finns listade i Catalogue of Life.